# Sciomyzidae
Famille
Synonymes
- Tetanoceridae Newman, 1834[1].

Les Sciomyzidae sont une famille de diptères.

## Habitat
Ces mouches des marais sont communes au bord des rivières et des étangs, ainsi qu'en zone marécageuse. Les mouches adultes boivent les gouttes de rosée et se nourrissent de nectar. Les larves parasitent les œufs des gastéropodes (escargots et limaces), occasionnellement les moules d'eau douce. On sait très peu de choses du cycle de vie de ces mouches : la plupart des larves sont amphibies ou aquatiques, quelques-unes sont terrestres. Elles s'attaquent principalement aux mollusques sans coquille. Celles qui s'attaquent aux bivalves sont adaptées à la respiration sous eau. Chez certaines espèces terrestres, la larve au pénultième stade se dégage du corps de la limace où elle s'est développée, et la chrysalide peut s'attaquer à plusieurs variétés de limaces.

## Liste des sous-familles, genres et tribus
Selon BioLib (1 juin 2019) :
- sous-famille des Salticellinae, Seguy, 1934 :

- genre Salticella, Robineau-Desvoidy, 1830 ;

- sous-famille des Sciomyzinae, Fallén, 1820 :

- tribu des Sciomyzini, Fallén, 1820 :

- genre Atrichomelina, Cresson, 1920 ;
- genre Colobaea, Zetterstedt, 1837 ;
- genre Ditaeniella, Sack, 1939 ;
- genre Neuzina, Marinoni, Zumbado & Knutson, 2004 ;
- genre Pherbellia, Robineau-Desvoidy, 1830 ;
- genre Pteromicra, Lioy, 1864 ;
- genre Sciomyza, Fallén, 1820 ;
- genre Tetanura, Fallén, 1820 ;

- tribu des Tetanocerini, Newman, 1834 :

- genre Anticheta, Haliday, 1838 ;
- genre Coremacera, Rondani, 1856 ;
- genre Dichetophora, Rondani, 1868 ;
- genre Dictya, Meigen, 1803 ;
- genre Ectinocera, Zetterstedt, 1838 ;
- genre Elgiva, Meigen, 1838 ;
- genre Eulimnia ;
- genre Euthycera, Latreille, 1829 ;
- genre Hydromya, Robineau-Desvoidy, 1830 ;
- genre Ilione, Haliday in Curtis, 1837 ;
- genre Limnia, Robineau-Desvoidy, 1830 ;
- genre Neolimnia ;
- genre Pherbina, Robineau-Desvoidy, 1830 ;
- genre Psacadina, Enderlein, 1939 ;
- genre Renocera, Hendel, 1900 ;
- genre Sepedon, Latreille, 1804 ;
- genre Tetanocera, Duméril, 1800 ;
- genre Trypetoptera, Hendel, 1900 ;

- genre Apteromicra, Papp, 2004 ;
- genre Arina, Robineau-Desvoidy, 1830 ;
- genre Thecomyia, Perty, 1833 ;
- genre Trypetolimnia, Mayer, 1953.